# Heliomaster constantii
El colibrí pochotero (en Honduras, Nicaragua y Costa Rica) (Heliomaster constantii), también denominado colibrí picudo occidental, colibrí picudo o  picolargo coronioscuro (en México), heliomaster gorrioscuro (en Panamá) o colibrí estrella encapotada, es una especie de ave apodiforme de la familia Trochilidae —los colibríes— perteneciente al género Heliomaster. Es nativo de México y de América Central.

## Distribución y hábitat
Se distribuye desde el noroeste de México hacia el sur a lo largo de la vertiente del Pacífico de Guatemala, El Salvador, Honduras, Nicaragua, hasta el noroeste de Costa Rica. La población de Sonora en el noroeste de México, migra hacia el sur en los inviernos boreales, aunque algunos individuos pueden ser residentes permanentes. Es un visitante raro y no reproductivo en Arizona, suroeste de Estados Unidos. Registrado recientemente en Panamá.
Esta especie es considerada de bastante común a común en México y de poco común a bastante común en Costa Rica, en sus hábitats naturales: los bosques áridos a semiáridos y bordes de bosques, bosques espinosos, matorrales áridos, bosques en galería, crecimientos secundarios y en zonas semiabiertas con árboles dispersos y setos. En altitudes desde el nivel del mar hasta los 1500 m, pero solo hasta los 1000 m en Costa Rica.

## Sistemática

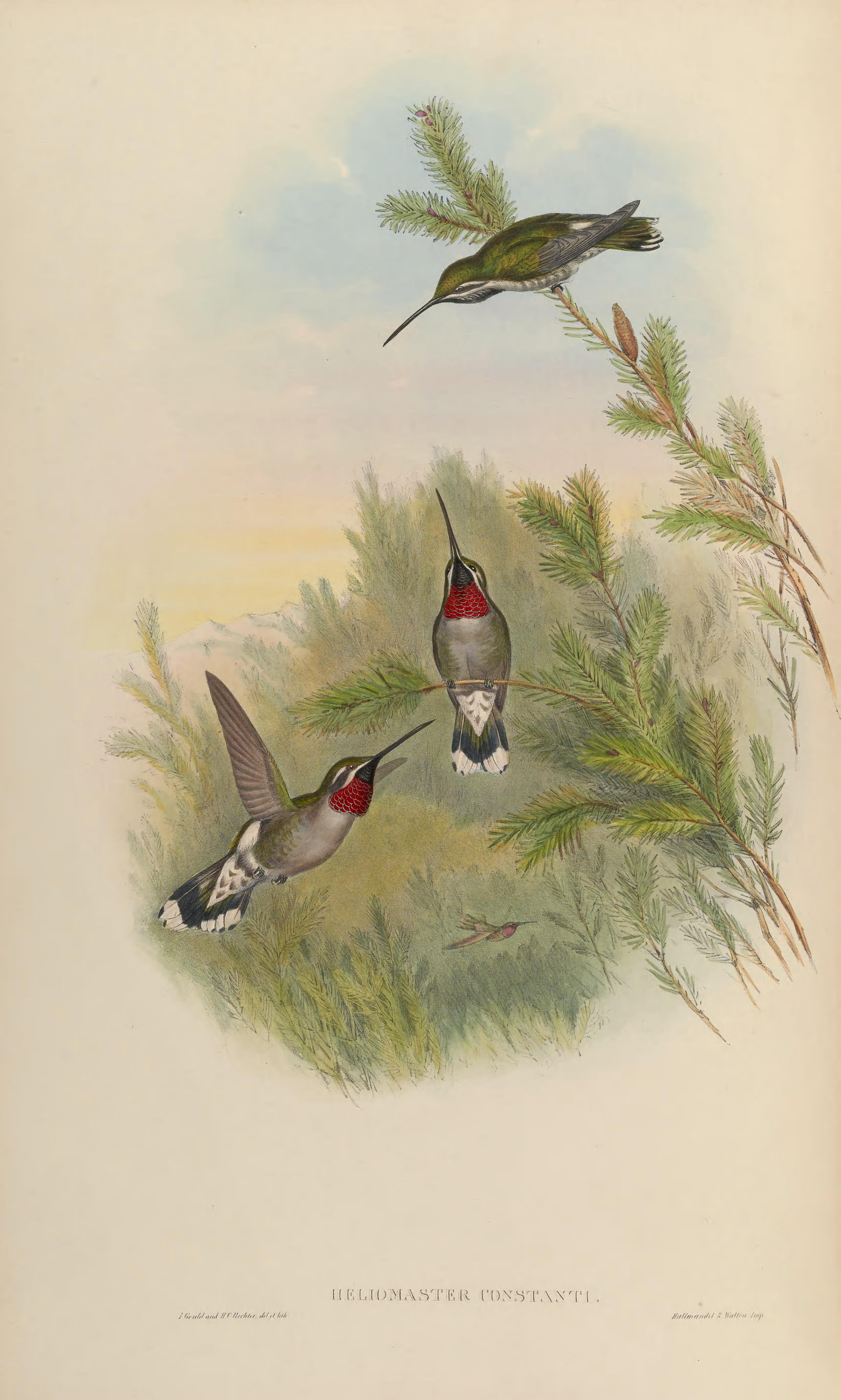
Heliomaster constantii, ilustración de Gould y Richter en A monograph of the Trochilidae, or family of humming-birds 4, 1861.

### Descripción original
La especie H. constantii fue descrita por primera vez por el ornitólogo francés Adolphe Delattre en 1843 bajo el nombre científico Ornismya constantii; su localidad tipo es: «Guatemala», error, substituido por «Bolsón, Costa Rica».

### Etimología
El nombre genérico masculino «Heliomaster» se compone de las palabras del griego «hēlios» que significa ‘sol’, y «mastēr» que significa ‘buscador’; y el nombre de la especie «constantii», conmemora al taxidermista y recolector francés Charles Constant (1820-1905).

### Taxonomía
La presente especie, junto con Heliomaster longirostris ya fueron separadas en un género Anthoscenus con base en la cola cuadrada, las rectrices redondeadas y los detalles de la morfología del pico; los rasgos distintivos, sin embargo, varían en un continuo entre estas especies y H. furcifer, con H. squamosus ocupando una posición intermedia, y el tratamiento de las cuatro como congéneres se considera ahora generalmente más apropiado.
La forma descrita Anthoscenus constantii surdus van Rossem, 1934, es un sinónimo de leocadiae.

### Subespecies
Según las clasificaciones del Congreso Ornitológico Internacional (IOC) y Clements Checklist/eBird  se reconocen tres subespecies, con su correspondiente distribución geográfica:
- Heliomaster constantii pinicola Gould, 1853 – Oeste de México (Sonora al sur hasta Jalisco).
- Heliomaster constantii leocadiae (Bourcier & Mulsant), 1852 – Suroeste y sur de México (de Michoacán a Chiapas) y Guatemala.
- Heliomaster constantii constantii (Delattre), 1843 – El Salvador al sur en la vertiente del Pacífico hasta el sur de Costa Rica.